# August Eberlin

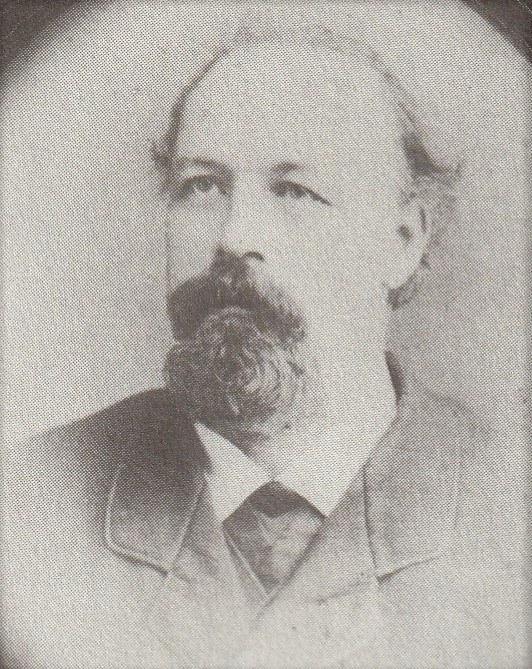
Porträt des Schopfheimer Stadtpfarrers August Eberlin

Franz August Friederich Eberlin (* 4. April 1838 in Dossenheim; † 23. Oktober 1887 in Schopfheim) war evangelischer Stadtpfarrer, Schriftsteller und Historiker.

## Leben
Eberlin war ein Sohn des evangelischen Pfarrers von Dossenheim, August Christian Eberlin, und dessen Ehefrau Erwina Margarethe Louise geborene Pfister. Der Vater wurde später Dekan und Kirchenrat. Eberlin besuchte das Lyceum in Karlsruhe und studierte ab Oktober 1857 Theologie an der Ruprecht-Karls-Universität Heidelberg, das er nach einem Gastsemester 1861 in Tübingen abschloss. Danach besuchte er das evangelische Predigerseminar der Universität Heidelberg bis 1863. Im Anschluss wirkte er jeweils kurz als Vikar in Betberg, Ottoschwanden, Mittelschefflenz und Edingen. Anschließend war er von 1868 bis 1876 in Wilhelmsfeld als Vikar tätig. In dieser Zeit heiratete er 1869 Elise Emmerling. Nach vielen erfolglosen Bewerbungen auf Pfarrstellen wurde er im Dezember 1876 als Pfarrer nach Schopfheim versetzt und nahm diese Aufgabe bis zu seinem Tod 1887 wahr.
Als Schopfheimer Stadtpfarrer betrieb er eifrig den Bau der Evangelischen Stadtkirche Schopfheim, deren Einweihung (1889) er aber nicht mehr erlebte. Neben der Seelsorge kümmerte sich Eberlin auch um soziale Einrichtungen (Suppenküche, Krankenhausbibliothek, Arbeiterbildungsverein etc.) und begrüßte die
Einführung der Sozialversicherung im Kaiserreich.

### Der Schriftsteller und Historiker

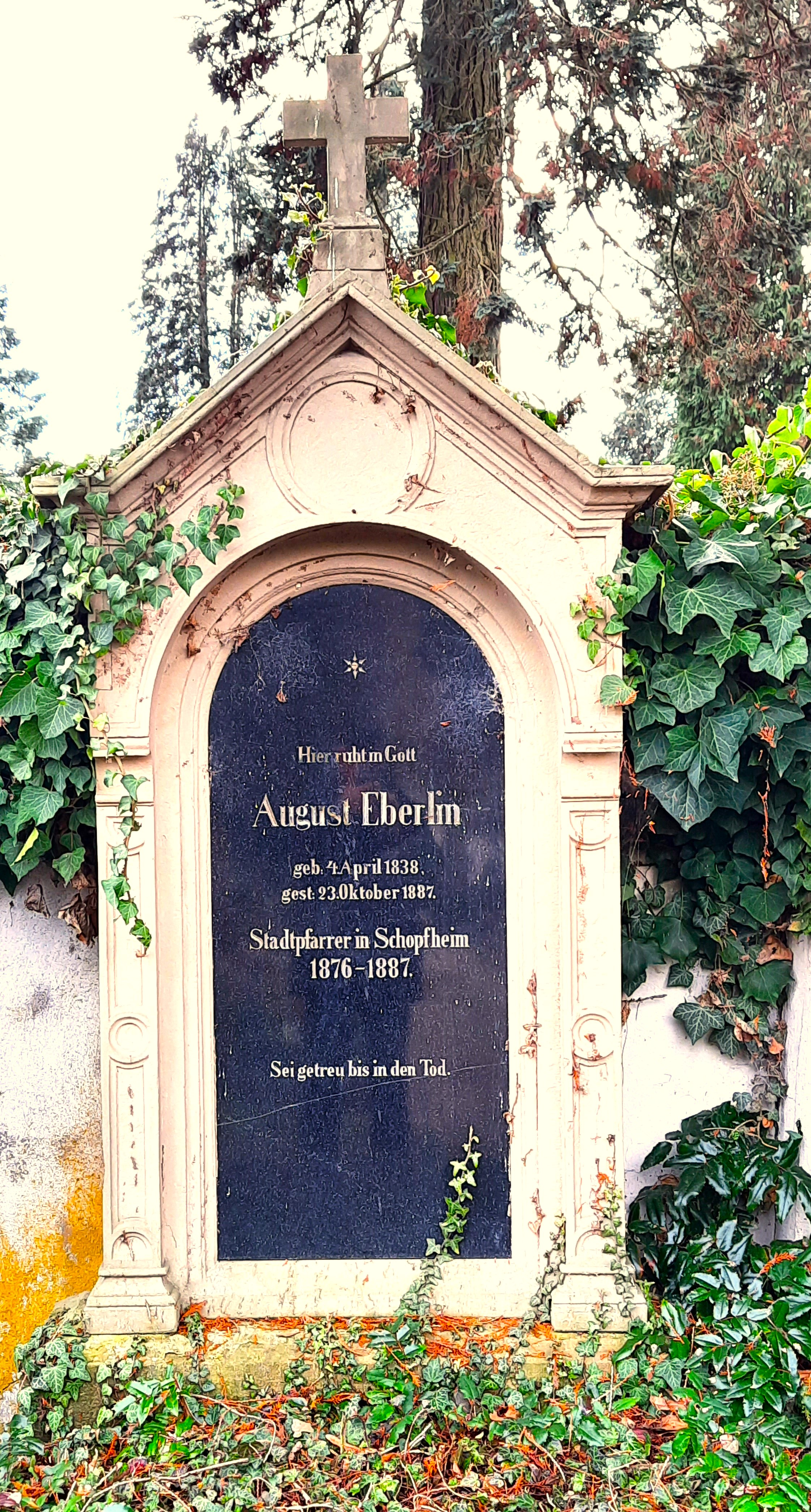
Grabstein des ehemaligen Stadtpfarrers August Eberlin auf dem Friedhof von Schopfheim.

Bereits kurz nach seinem Amtsantritt in Schopfheim begann Eberlin die Arbeit an seinem Hauptwerk Geschichte der Stadt Schopfheim und ihrer Umgebung, im Zusammenhang mit der Zeitgeschichte. Eberlin erstellte diese Chronik auf Basis der Vorarbeiten des Altbürgermeisters Johann Karl Grether und orientierte sich in der Form an Karl Gustav Fecht und Johann Georg Friedrich Pflüger und Heinrich Boos. Nachdem diese »Eberlin-Chronik« 1878 veröffentlicht worden war, erschien bereits 1879 im Vorgriff auf den 400-jährigen Geburtstag von Martin Luther (1883) die umfangreiche Biografien-Sammlung Eberlins mit dem Titel Die Retter der Lehre Christi: ein Haus u. Gedenkbuch an schwere Errungenschaften für jede protestantische Familie ; hrsg. zum Andenken an den 400jähr. Geburtstag des Glaubenshelden Dr. Martin Luther. Auf über 600 Seiten präsentierte Eberlin die Biografien von Reformatoren und mit der Reformation verbundenen Personen.
1881/82 veröffentlichte Eberlin drei Beiträge im Oberrheinischen Jahrbuch ’s Gotte-Stübli, das vom Schopfheimer Verleger Georg Uehlin herausgegeben wurde.
1885 erschien in der von Franz August Stocker herausgegebenen Zeitschrift Vom Jura zum Schwarzwald Eberlins Aufsatz Augusta Rauracorum, der die Geschichte dieser römischen Stadt am Hochrhein darlegt.

## Schriften
- Geschichte der Stadt Schopfheim und ihrer Umgebung, im Zusammenhang mit der Zeitgeschichte, Druck und Verlag von Georg Uehlin. Schopfheim, 1878 Google Digitalisat
- Die Retter der Lehre Christi : ein Haus- u. Gedenkbuch an schwere Errungenschaften für jede protestantische Familie, Zürich : Nägeli, 1879 Digitalisat der BSB München
- Das erlöste Gespenst. In: 's Gotte-Stübli. Ein oberrheinisches Jahrbuch. Begründet u. hrsg. von Georg Uehlin im Verein mit Volksschriftstellern u. -Dichtern beider Ufer des Rheins. Band 1, Schopfheim 1881, S. 163–176 Internet Archive
- Fidele. Eine Wucherergeschichte. In: 's Gotte-Stübli. Ein oberrheinisches Jahrbuch. Begründet u. hrsg. von Georg Uehlin im Verein mit Volksschriftstellern u. -Dichtern beider Ufer des Rheins. Band 1, Schopfheim 1881, S. 257–295 Internet Archive
- Jagdrecht in der Sakristei. In: 's Gotte-Stübli. Ein oberrheinisches Jahrbuch. Begründet u. hrsg. von Georg Uehlin im Verein mit Volksschriftstellern u. -Dichtern beider Ufer des Rheins. Band 2, Schopfheim 1882
- Das Gersbacher Freuden- und Friedensfest : am 24. und 25. Juli 1884;  Verlag: Schopfheim : Uehlin, 1886.
- Die Diaspora der Diözese Schopfheim : ihre Entstehung u. Geschichte ; Referat an die Diözesansynode Schopfheim ; e. Festgabe zum Lutherjubiläum; Autor: August Eberlin; Verlag: Schopfheim : Uehlin, 1883.
- Augusta Rauracorum. In: Vom Jura zum Schwarzwald, Band 2 (1885), S. 81–101 e-periodica
- Zur Erinnerung an Kirchenrat August Christian Eberlin : Lic. theol. Dekan und Pfarrer zu Handschuchsheim gestorben am 18. Februar 1884; eine biographische Skizze nebst den bei seiner Beerdigung gehaltenen Reden, Schopfheim, Uehlin, 1885